# Helheim (Band)

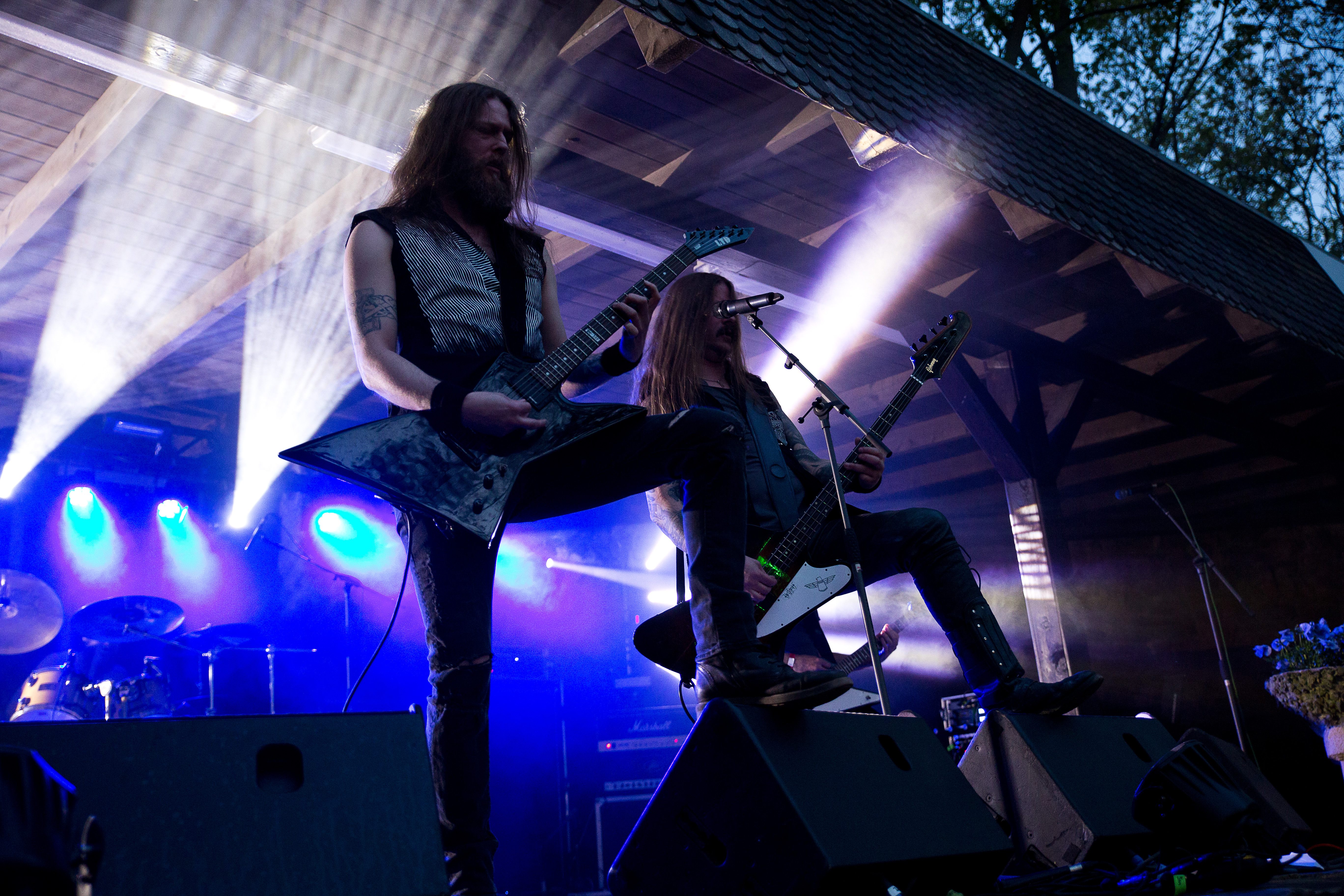
Helheim auf dem Dark Troll Festival 2016.

Helheim (nicht zu verwechseln mit der gleichnamigen NSBM-/Industrial-Metal-Band) ist eine norwegische Band, welche zu den Begründern der norwegischen Viking-Metal-Bewegung zählt.

## Geschichte
Die Band wurde 1992 von V’gandr und H’grimnir in Bergen gegründet. Kurze Zeit später stieg Hrymr als Schlagzeuger mit ein, und Helheim spielten auf einigen Festivals in Bergen, um Live-Erfahrung zu sammeln. Mitte 1993 stieß Nidhogg zur Band, im Herbst 1993 wurde die Demo Helheim veröffentlicht. Weil die Band das Material als zu schlecht empfand, wurde die Demo nie über die Grenzen Norwegens hinaus verbreitet. Man begann neues Material zu schreiben und zwischenzeitlich verließ Nidhogg wieder die Band. 1994 wurde Nidr ok Nordr liggr Helvegr veröffentlicht, wodurch das deutsche Label Solistitium Records (heute Millenium Records) auf Helheim aufmerksam wurde und für zwei Alben unter Vertrag nahm. Die Band nahm 1995 ihr Debüt Jormundgand im Studio der Grieghallen in Norwegen auf. 1996 folgte die erste Europatournee, wonach die Band mit der Arbeit für ihr zweites Album Av Norrøn Ætt begann. Dieses wurde wieder in den Grieghallen aufgenommen.
Nachdem die Plattenfirma Massacre Records das Interesse an Helheim verloren hatte, suchte diese zunächst nach einer neuen, da V’gandr „die Bands [gemeint sind Helheim und Aeternus] und das Label [Dark Essence Records] nicht vermischen“ wollte; da aber die übrigen Mitarbeiter von Dark Essence Records und Mitglieder beider Bands ein starkes Interesse an einem Vertrag hatten, stimmte er letztlich zu, lehnte aber eine Teilnahme an den Vertragsverhandlungen ab, da er „nicht auf beiden Seiten des Zaunes stehen“ wollte. Über Dark Essence Records erschien 2006 The Journeys and the Experiences of Death, das nicht im Grieghallen-Studio, sondern im Conclave aufgenommen worden war.

## Stil
Zunächst orientierte Helheim sich am norwegischen Black Metal, eingesetzt wurden überwiegend Blastbeats und hoher Kreischgesang, aber auch genrefremde Elemente wie Maultrommel, Trompete und Frauengesang. Auch die Produktion entsprach dem typischen Klang des Grieghallen-Studios, wo auch Mayhem, Darkthrone und Burzum Alben aufnahmen. Auf späteren Alben wurde die Musik schleppender und vielschichtiger. Wiederholt wurde der Vergleich mit Enslaved gezogen.

## Diskografie
Demos
- 1993: Helheim (MC; Eigenvertrieb)
- 1994: Nidr ok Nordr liggr Helvegr (MC/CD/LP; Eigenvertrieb) CD/LP-Veröffentlichungen via Perverted Taste, 2004/05.

Studioalben
- 1995: Jormundgand (CD/MC/LP/FLAC; Solistitium Records)
- 1997: Av Norrøn Ætt (CD/MC/LP/12"/FLAC; Solistitium Records)
- 1999: Blod & Ild (CD; Ars Metalli)
- 2003: Yersinia Pestis (CD/MC; Massacre Records)
- 2006: The Journeys and the Experiences of Death (CD; Dark Essence Records / Karisma Records)
- 2008: Kaoskult (CD; Dark Essence Records / Karisma Records)
- 2011: Heiðindómr ok mótgangr (CD/CD+DVD/LP; Dark Essence Records / Karisma Records)
- 2015: RaunijaR (CD/LP; Karisma Records)
- 2017: LandawarijaR (CD/2xLP; Dark Essence Records / Karisma Records)
- 2019: Rignir (CD/2xLP; Dark Essence Records / Karisma Records; MC, Evil Horn Records)
- 2021: WoduridaR (CD/LP; Dark Essence Records / Karisma Records)

EPs
- 1999: Terrorveldet (CD/MC; Ars Metalli)
- 2001: Helsviti (CD; Ars Metalli)
- 2010: Åsgards Fall (CD; Karisma Records)

Splits
- 2021: Henholdsvis mit Taake (12″-Vinyl, Dark Essence Records)

Kollektionen / Boxsets
- 2001: Blod & Ild  / Terrorveldet (MC; Seven Gates Of Hell)
- 2006: The Journeys and the Experiences of Death/Helsviti (2xCD; Dark Essence Records / Karisma Records)

Beiträge auf Kompilationen (Auswahl)
- 2000: Evig auf Born In Fire The Fifth Curse (CD, Hammerheart Records)
- 2012: Witches Sabbath auf A Tribute to Emperor – In Honour of Icon E (2xCD, Candlelight Records)

## Musikvideos
- 2010: Dualitet og Ulver mit Hoest (Regie/Produktion: Mats Andersen, Øystein Fyxe)
- 2017: Baklengs mot intet (Regie/Produktion: Guilherme Henriques)
- 2017: Ymr (Regie/Produktion: Guilherme Henriques)